# Bruinsporig sapbekertje
Het bruinsporig sapbekertje (Hymenoscyphus monticola) is een schimmel behorend tot de familie Helotiaceae. Hij leeft saprotroof op hout (met of zonder schors) van loofbomen.

## Kenmerken
De apothecia hebben een diameter van 1 tot 3 mm met korte steel. De kleur is heldergeel tot geeloranje, bruin wordend met de jaren.
De asci hebben een amyloide apex en meten 95–100 × 7–10 µm. De ascosporen worden op den duur 2-cellig, bevatten verschillende kleine druppels, zijn bruinwandig en meten 12–18 × 4–5 µm / 12-20 × 3-5 µm. De parafysen hebben veel oliedruppels. Het heeft een excipulum met slechts zwak lichtbrekende inhoud.

## Verspreiding
In Nederland komt het bruinsporig sapbekertje vrij zeldzaam voor.

## Foto's

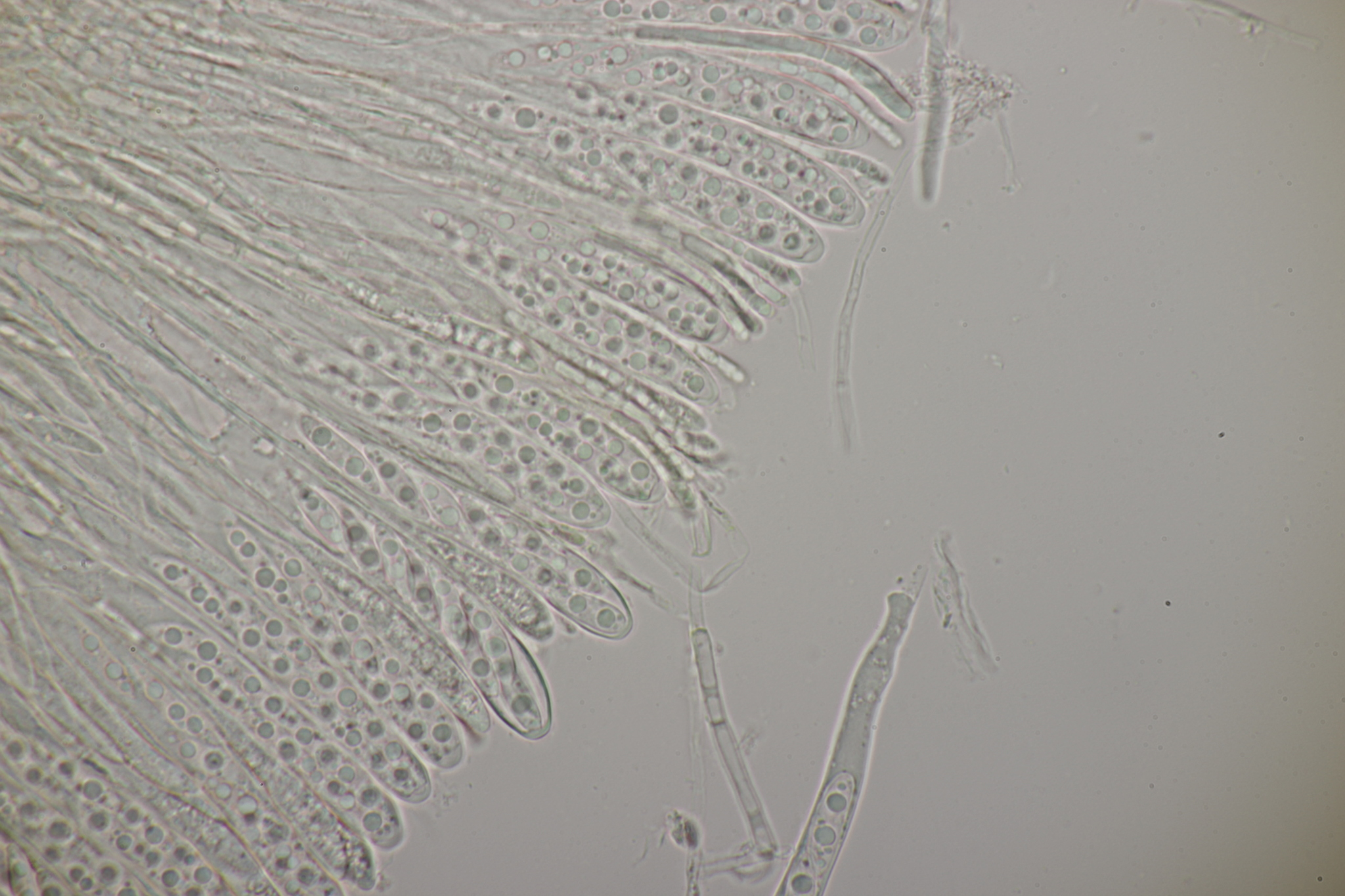
Asci
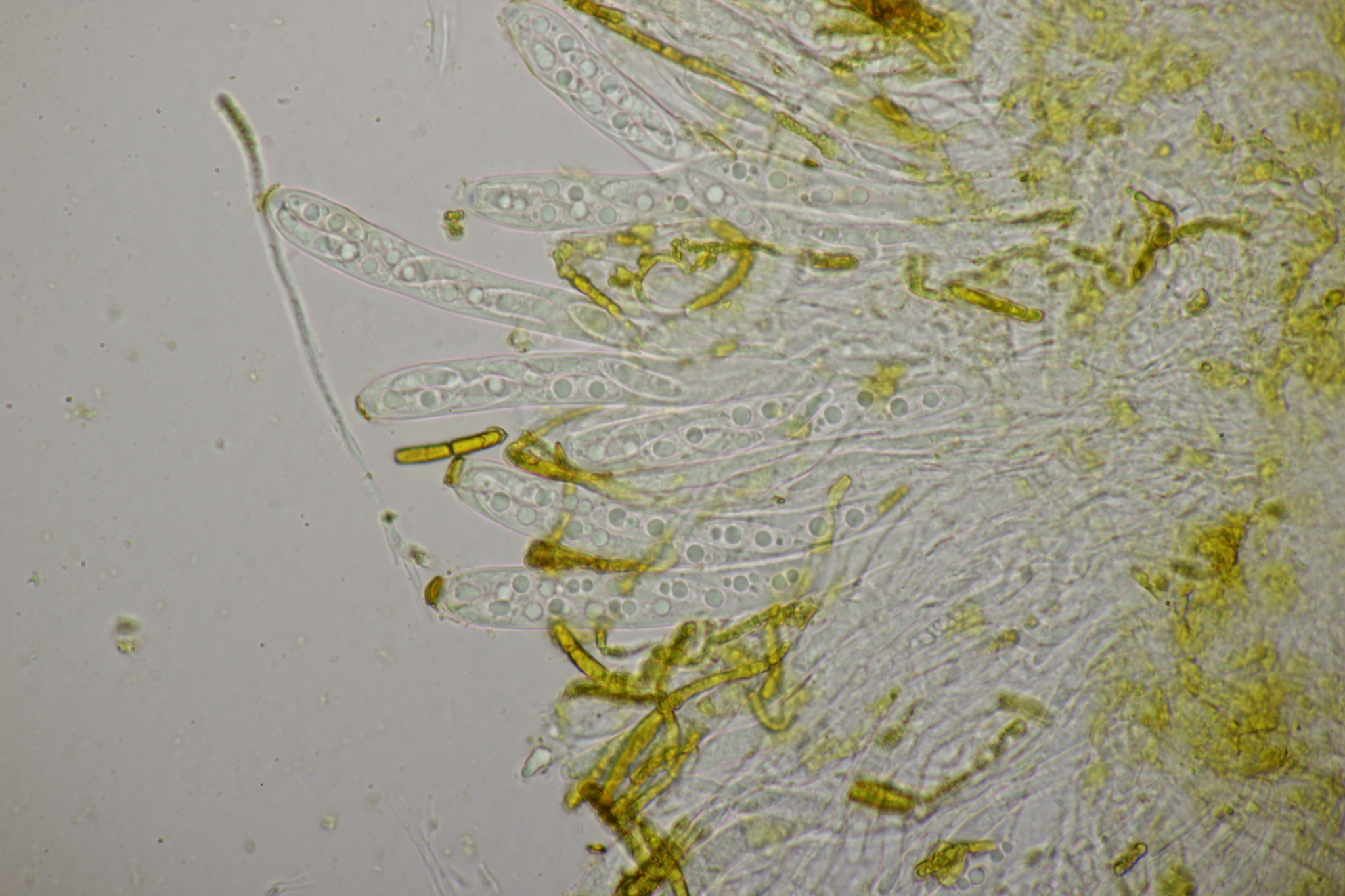
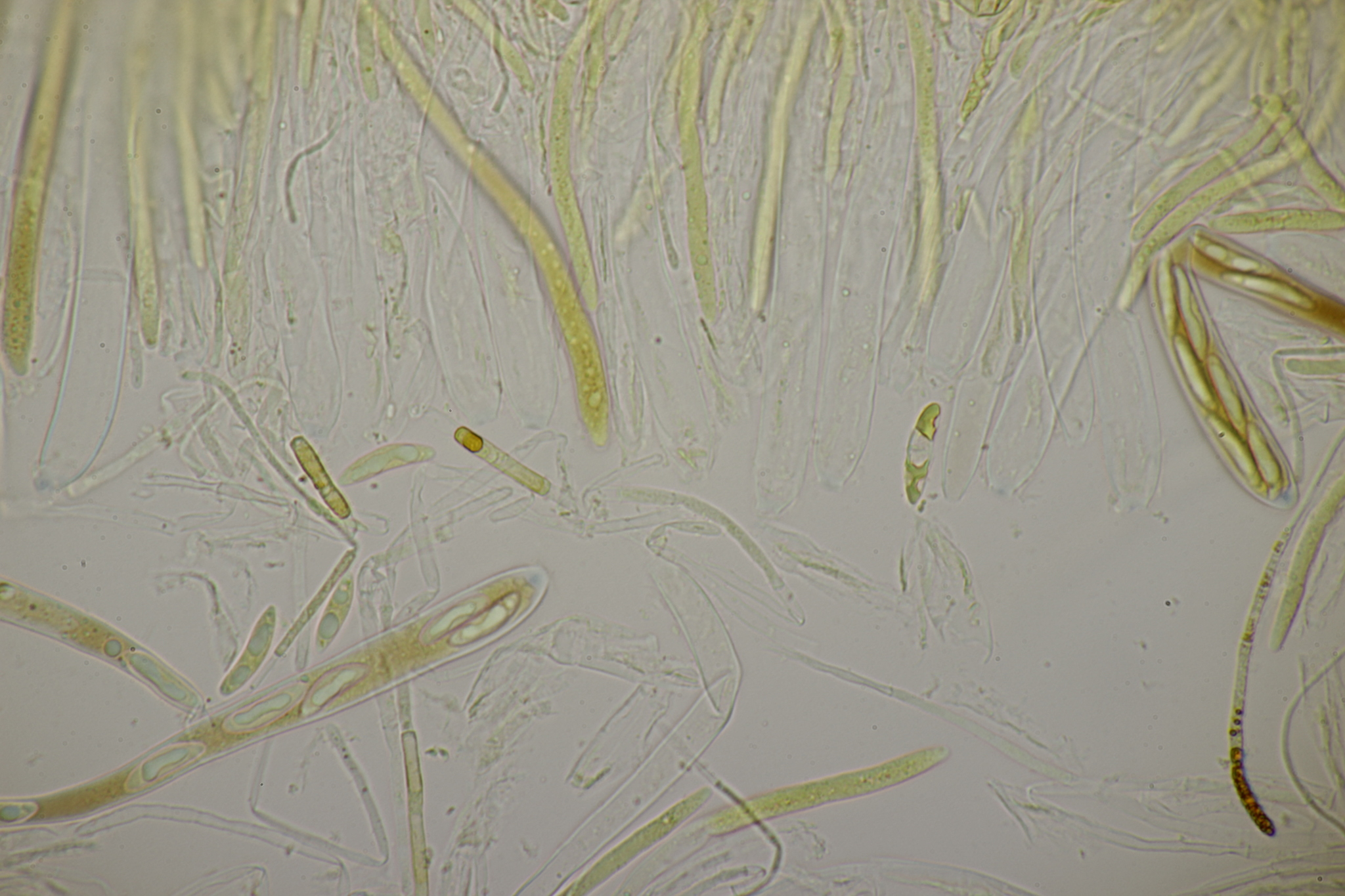
Paraphyses en asci met blauwe apex